# Tacijan Sirski
Tacijan Sirski (lat. Tatianus de Syria), apologet iz Sirije, 2. stoljeće.

## Život
Rodio se u Siriji oko 120 godine. Nakon različitih religioznih iskustava susreo se sa Svetim Pismom a poslije u Rimu s Justinom i tako postao njegov učenik i primio kršćanstvo. Bio je velik protivnik grčke filozofije a oko 172 godine udalijo se od Katoličke Crkve i pristupio enkratizmu, koji je osuđivao ženidbu i svaku konzumaciju mesa.

## Djela
- Oratio ad Graecos (Govor protiv Grka): apologija u kojoj opravdava svoj prijelaz na kršćanstvo. Uglavnom djelo je napad na grčku kulturu i filozofiju i istovremeno uzvisuje kršćanstvo.
- Diatessaron Evanđeoska harmonija od četiri kanonska evanđelja. Tacijan je ipak izostavio mnoge dijelove koje nisu bili po njegovom nauku.

## Učenje

### Logos
Tvrdi da je Logos bio od početka ali njegova opstojnost nije imala početka. Logos ižaruje iz Oca kao njegovo»primordijalno djelo«. Jednom rođen kao duh, od duha izišao kao razumnost koja je proizašla iz razumne moći. Logos je kao Očevo sredstvo za stvaranje i upravljanje svemirom, poglavito je za stvaranje čovjeka na sliku i priliku Božju.

### Antropologija
Učenje je dosta slično gnosticizmu, ali on nije gnostik. Tacijan tvrdi da Bog stvara svijet, a Logos koji je od početka s Njim jedno svijet organizira, dok kod gnostika svijet stvara Demijurg koji nije Bog. Po njemu čovjek je sastavljen od materije (hyle) i dva duha (pneumata), jednoga nižega (psyhe) koji je materijalne naravi i nije besmrtan, i drugoga višega (pneuma) koji je na sliku i priliku Božju. Čovjekova duša (psyhe) tvrdi, nije besmrtna, ali može i ne umrijeti. Ona umire i raspada se zajedno s tijelom, ali će kasnije uskrsnuti na vječnu smrt (smrt u besmrtnosti) ako nije spoznala istinu, a ako ipak spoznala Boga ona ne umire, makar se privremeno s tijelom raspada ali će na kraju uskrsnuti na život vječni.